# Tabanus advena
Tabanus advena är en tvåvingeart som beskrevs av Walker 1850. Tabanus advena ingår i släktet Tabanus och familjen bromsar. Inga underarter finns listade i Catalogue of Life.